# Dinotrema pachysemoides
Dinotrema pachysemoides är en stekelart som beskrevs av Vladimir Ivanovich Tobias 2003. Dinotrema pachysemoides ingår i släktet Dinotrema och familjen bracksteklar. Inga underarter finns listade i Catalogue of Life.